# Konstantīns Konstantinovs
Pour les articles homonymes, voir Konstantinov.
Konstantīns Konstantinovs (en russe : Константи́н Константи́нов), né le 6 juin 1978 à Liepāja (RSS de Lettonie) et mort le 28 octobre 2018, est un champion du monde letton de force athlétique. En 2009, il a détenu le record du monde de soulevé de terre, avec 426 kg.

## Biographie
Champion du monde junior WPC en 2002, il termine troisième aux championnats mondiaux qui se tiennent à Rostov en 2009, puis remporte le titre mondial en 2011 à Riga dans la catégorie des 140 kg, avec un total de 960 kg.